# Шиба, Богдан Павлович
Шиба Богдан Павлович (род. 8 января 1962, село Ястребичи, Львовская область, УССР, СССР) — экс-городской голова Луцка.

## Биография
Родился 8 января 1962 года в с. Яструбычи (Львовская область, Радеховский район). Образование — высшее, Львовский сельскохозяйственный институт, 1984 г., архитектор; Львовский филиал УАГУ при Президенте Украины, 1998 г., магистр государственной службы. 10.1978-05.1979 — автослесарь совхоза им. Б.Хмельницкого, с. Корчин Радеховского района, Львовской области. 09.1979-10.1984 — студент Львовского сельскохозяйственного института. 11.1984-08.1985 — инженер производственной группы архитектора Любешивского района Волынской области. 08.1985-04.1992 — архитектор исполкома Турийского районного совета народных депутатов Волынской области.

## Политические амбиции
04.1992-01.1993 — главный архитектор Турийского районного совета народных депутатов Волынской области. 02.1993-04.1994 — заведующий организационным отделом Турийской райгосадминистрации Волынской области. 04.1994-06.1994 — председатель Турийской районной организации Демократической партии Украины Волынской области. 06.1994-11.1995 — председатель исполкома Турийского районного совета народных депутатов Волынской области. 11.1995-06.2002 — председатель Турийской райгосадминистрации Волынской области. 06.2002-07. 2003 — специалист ІІ категории Турийского поселкового совета Волынской области. 08.2003-02.2005 — заместитель директора Агентства регионального развития «Волынь», г. Луцк. С 02.2005 г. — первый заместитель председателя Волынской ОГА.

## Личная жизнь
Женат. Воспитывает сына и дочку